# PK - Pikappa
PK - Pikappa (soprannominato PK Frittole, o anche Ultimate PK) è una serie a fumetti della serie PK edita dal 2002 al 2005 dalla Walt Disney Company Italia e nata dopo la chiusura della collana precedente PK² che pubblicava avventure di genere fantascientifico incentrate sul personaggio di Paperinik. Nata sul modello dell'iniziativa editoriale Ultimate della Marvel Comics, la serie riscrisse la genesi del personaggio rendendola indipendente dalla continuity.

## Storia editoriale
La serie, terza incarnazione delle nuove avventure del personaggio avviata nel 1996 con le serie PK - Paperinik New Adventures e PK²,  venne ideata da Max Monteduro ed Ezio Sisto, venne edita per 32 albi dall'agosto 2002 al marzo 2005. Gli sceneggiatori principali furono Stefano Ambrosio e Gianfranco Cordara, insieme a Tito Faraci, Bruno Enna e Riccardo Secchi; fra i disegnatori principali ci furono Lorenzo e Alessandro Pastrovicchio, Stefano Turconi e Giovanni Rigano, che avevano tutti già collaborato anche nelle precedenti due serie dedicate al personaggio. Diversamente dalle prime due serie, questa è un reboot che riscrive una nuova genesi del supereroe, ponendo maggior enfasi sugli elementi supereroistici, affiancandovi temi propri della fantascienza. .

## Struttura dell'albo
Ogni albo contiene generalmente due storie, la principale di 48 pagine e la secondaria di 12 eccetto l'ultimo numero della collana composto da una sola storia di 62 tavole.
Lo schema di un albo della serie è:
- Pkmail – La posta pikappica, la posta dei fan a cui risponde lo sceneggiatore Disney Fausto Vitaliano, come nelle precedenti serie. Un piccolo spazio è dedicato anche alla posta evroniana, in cui le lettere ricevono risposte sarcastiche e pungenti.
- Note Book – Diario di un supereroe, una sorta di diario di Paperino che, numero per numero, riassume brevemente i fatti degli scorsi numeri o introduce ulteriori avvenimenti;
- Storia principale di 48 tavole, che dà anche il titolo all'albo;[3]
- Pkonfidential – Notizie segretissime, costituita da due pagine in cui compaiono curiosità ed approfondimenti legati ai personaggi e agli avvenimenti apparsi nella storia principale;
- Ministoria di 12 tavole;
- Teknoforum – Stanza da eroi, in cui sono presenti alcune informazioni sull'equipaggiamento tecnologico di Paperinik;
- Intervallo – L'eco della macchinetta, una pagina di situazioni umoristiche che vede protagonista il PK Team e che chiude l'albo.

In alcuni numeri sono apparse delle rubriche aggiuntive: "Omnimanuale – Guardiani della galassia" , un manuale per diventare "Guardiani della Galassia", e il concorso "Master in Pikappologia", un test per ottenere un riconoscimento ufficiale della propria natura di "pker").

## Trama
Con questo numero si azzera la continuità storica delle precedenti serie, ricominciando daccapo. Paperino non è mai andato a Villa Rosa, quindi non è mai diventato Paperinik. Lo stesso Paperinik non esiste più, sostituito dal "Guardiano della Galassia" PK. Dopo una serie di sventure e equivoci Paperino viene selezionato da U.N.O. (acronimo per "Unità Neuroimitativa Olografica") come membro dei Guardiani della Galassia del Pianeta Terra, un ordine antichissimo il cui scopo è quello di mantenere l'ordine nella galassia. Dopo un iniziale scetticismo Paperino accetta, divenendo così PK. il nuovo supereroe si ritrova così ad affrontare nuovi e vecchi nemici, come l'evroniano Gorthan che, insieme allo spietato generale Zondag comanda l'offensiva evroniana contro la terra, o come il nuovo nemico Vulnus Vendor, scienziato pazzo che cerca di far del bene ma nel modo sbagliato. Altra nemica è Birgit Q, presente anche in PK².
Nell'ultimo numero Zondag modifica il passato, evitando la creazione dei Guardiani e cancellando ogni evento della serie, ma cambiando anche l'essenza stessa del carattere evroniano, divenuto ora un popolo pacifico.